# Сен-Мартен (аеропорт)
Міжнародний аеропорт імені Принцеси Юліани — один з найбільших транспортних вузлів Карибського регіону. Входить в десятку найнебезпечніших аеропортів світу. Розташований на острові Сен-Мартен. Аеропорт названий на честь Юліани (королеви Нідерландів), яка побувала тут як кронпринцеса в 1944 році, через рік після відкриття аеропорту. Під час Другої світової війни на острові було побудовано льотне поле, яке тепер є міжнародним аеропортом принцеси Юліани.
У 2017 році аеропорт був серйозно пошкоджений ураганом Ірма. Зліт / посадка середньої або високої складності для льотчика, в залежності від погодних умов. Торець злітно-посадкової смуги аеропорту розташований прямо на морському березі, впритул до пляжу Махо, так що повітряні судна при заході на посадку пролітають на висоті 10-20 метрів над головами туристів, що відпочивають на пляжі за торцем ЗПС. Місце відоме як «Рай для споттера».
смуга: Курс 10/28;Довжина 2300 м — це ледь достатньо для великих лайнерів;Ширина 45 м;Пропускна здатність 36-40 пробігів на годину.

## Аеропорт
Аеропорт Сінт Мартена входить до десятки найнебезпечніших у світі. Це пов'язане з тим, що один кінець злітної смуги розпочинається мало не з пляжа Махіто, а з іншого кінця — впирається в гору.

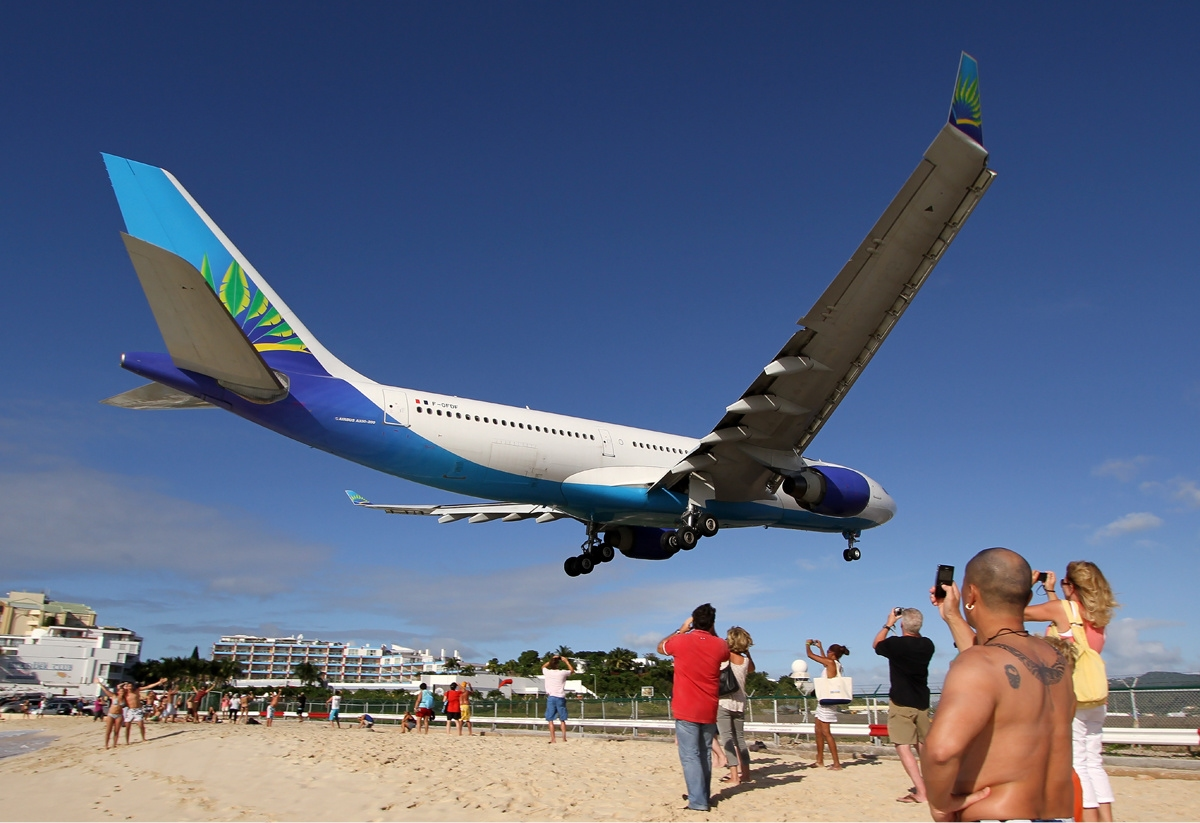
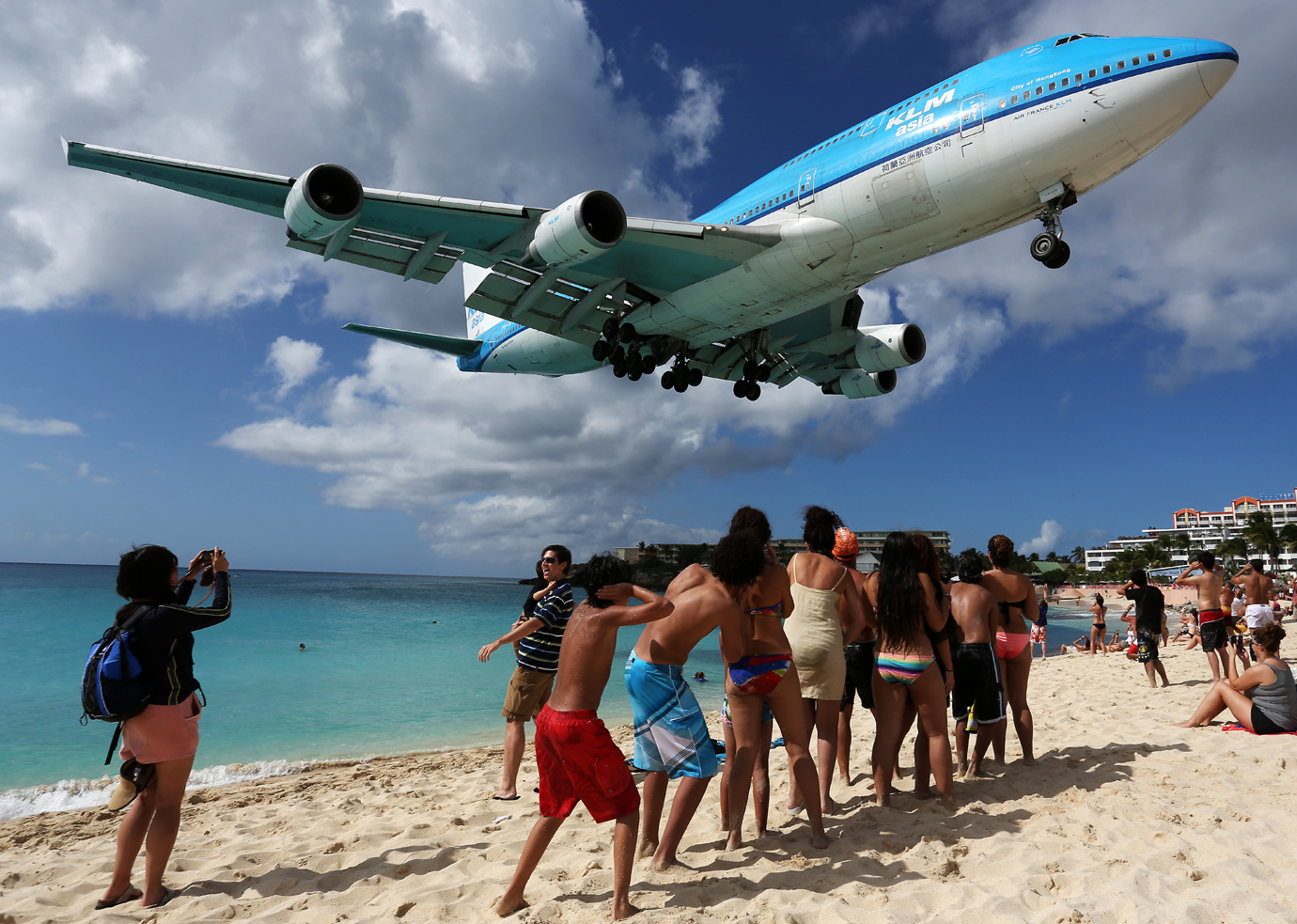
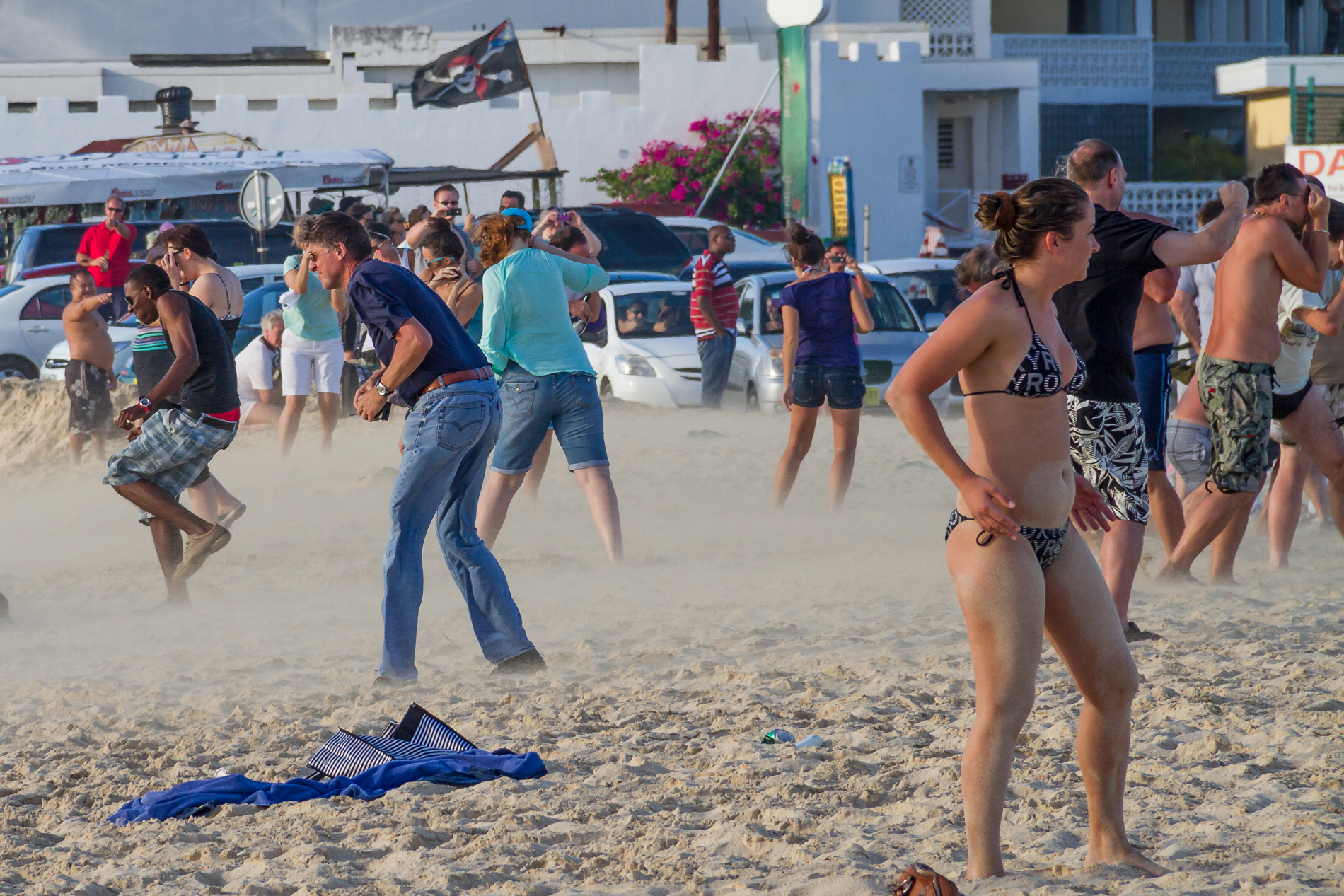
Звична річ - зліт літака
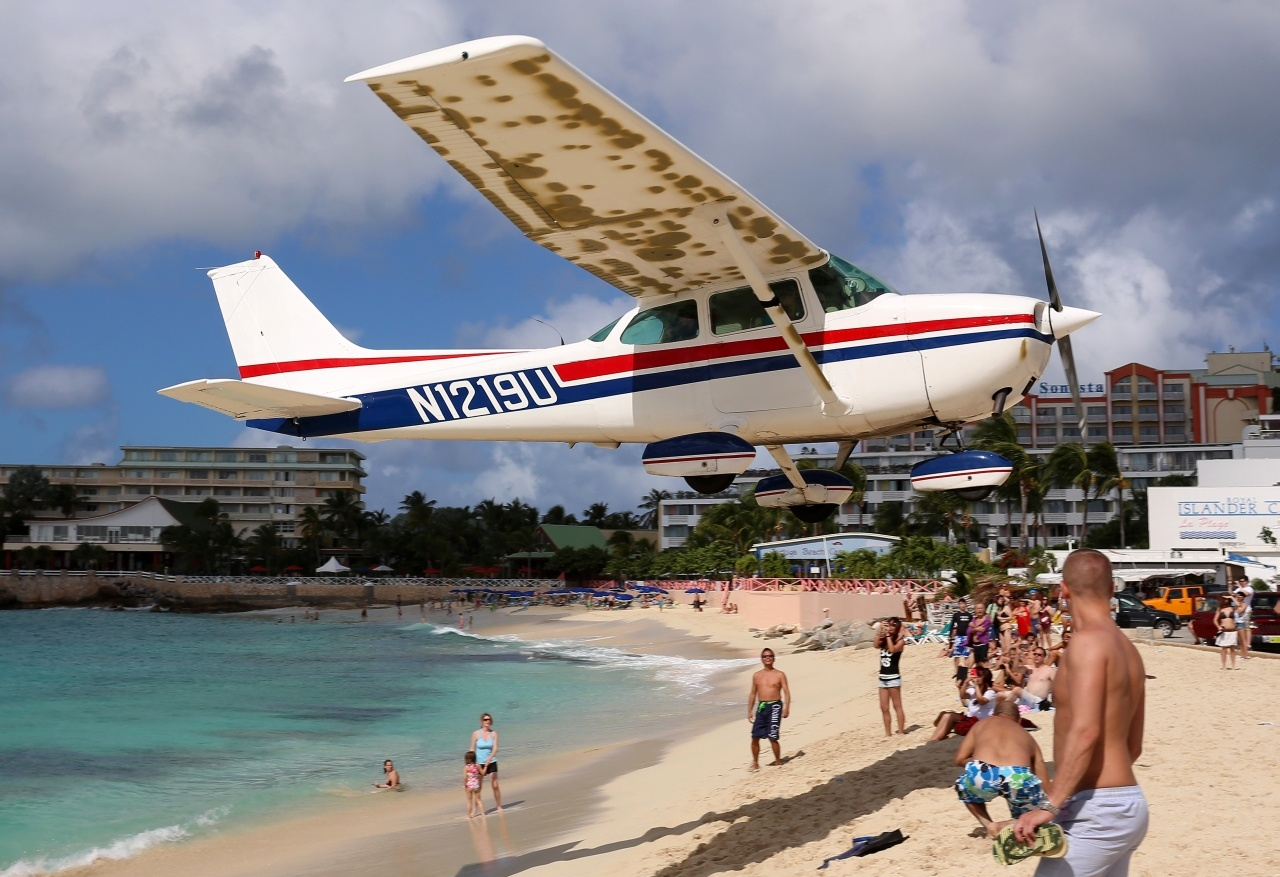
Cessna 172 летить буквально над головами
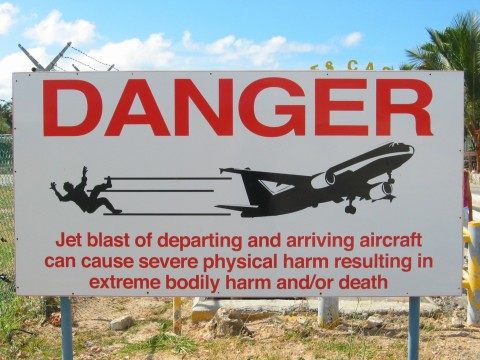
«Струмені повітря із реактивних двигунів літаків, що сідають і злітають, можуть завдати вам фізичні каліцтва та/або заподіяти смерть»
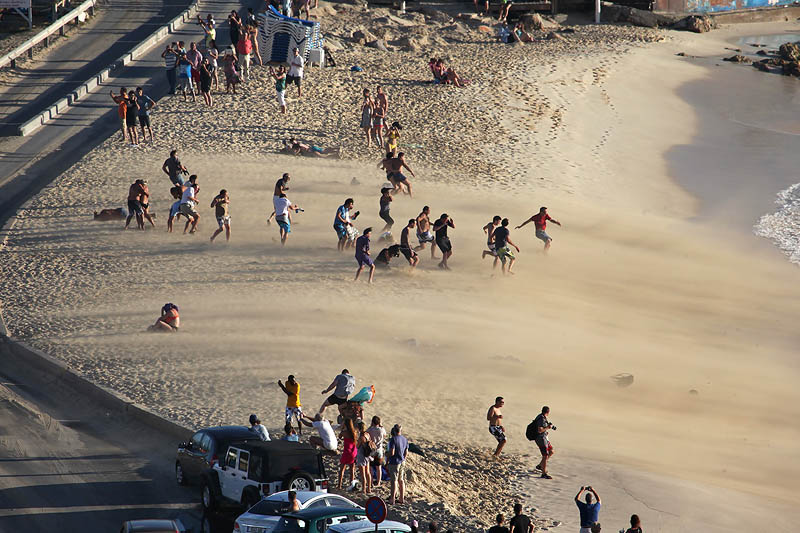
Наслідки зльоту/посадки великого літака
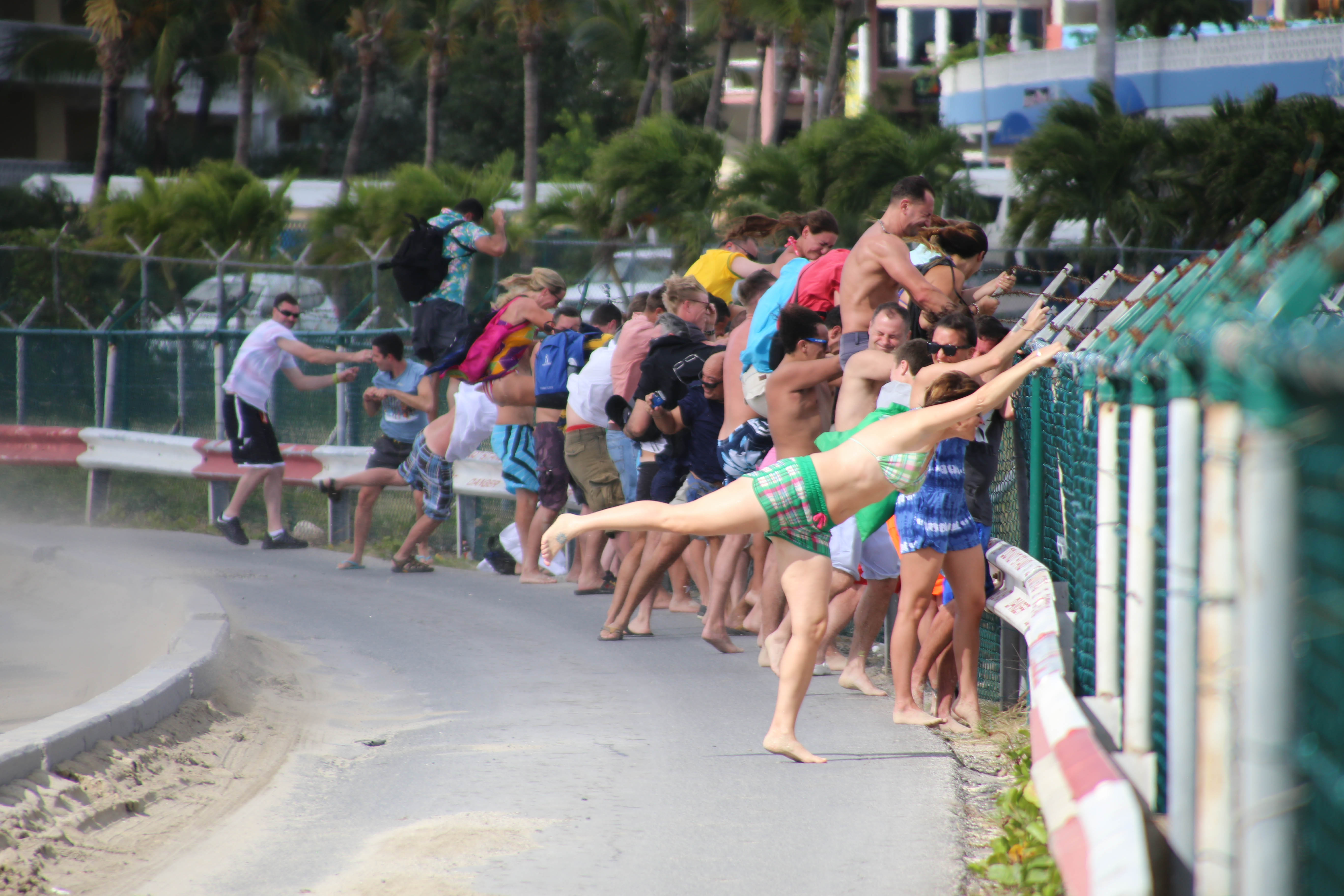
Глядачі тримаються за забор, щоб струмінь повітря від літака не зніс у море
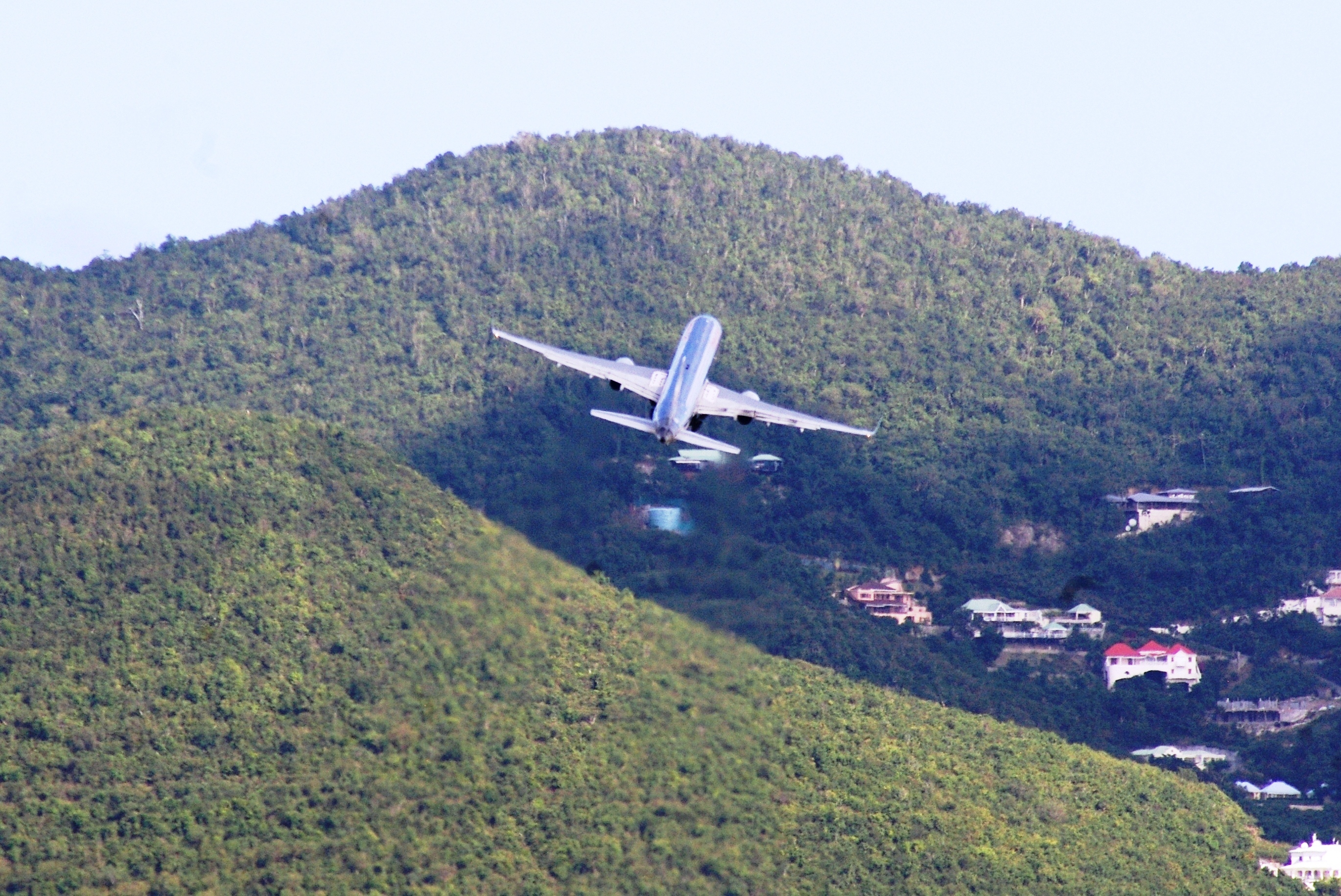
Літак, злітаючи, пролітає близько від гори
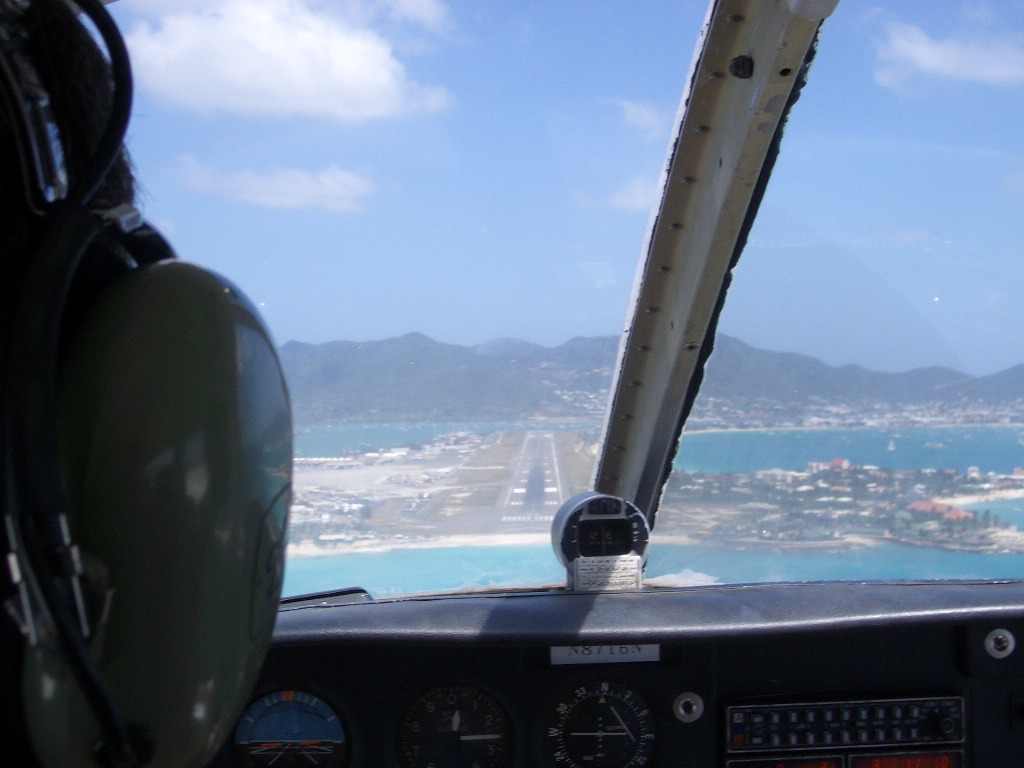
ЗПС із кабіни літака
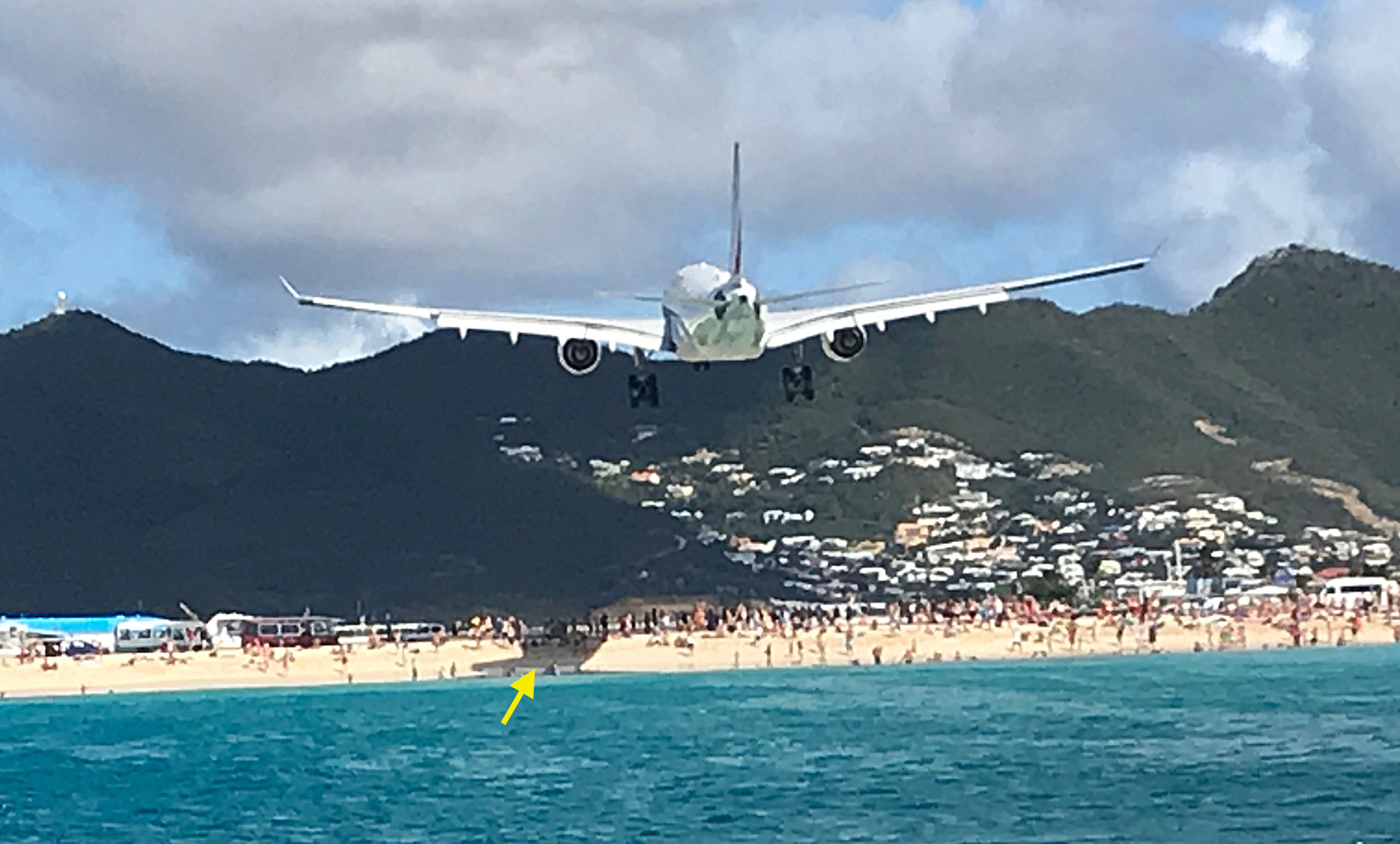
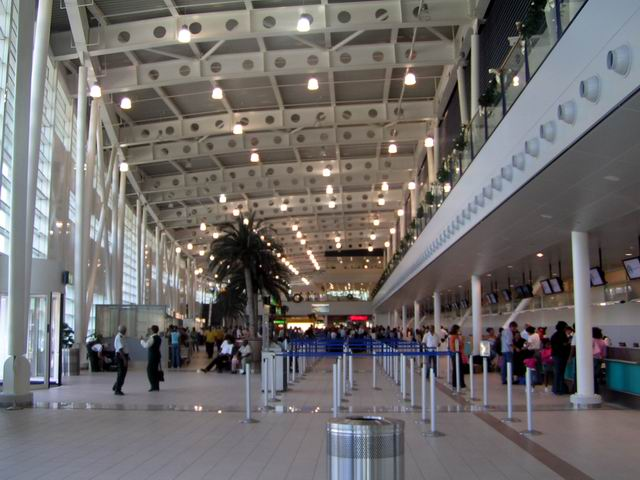